# Avions Voisin C27
Pour les articles homonymes, voir Avions Voisin et C27.
Une Avions Voisin C27 ou Avions Voisin Type C27 est une voiture de prestige, de l'ancien avionneur et constructeur automobile français Avions Voisin. Présentée au Salon de l'Auto, elle est fabriquée en deux exemplaires uniques : coupé Aérosport , et cabriolet Grand Sport Figoni & Falaschi.

## Historique
En tant que premiers constructeurs pionniers d'avions de l'histoire de l'aviation, les frères Gabriel Voisin et Charles Voisin fondent leur industrie Voisin frères en 1906 à Issy-les-Moulineaux près de Paris. À la fin de la Première Guerre mondiale, Gabriel Voisin reconverti son industrie en constructeur automobile de prestige Avions Voisin, pour concurrencer les marques d’élite de l'époque Bugatti, Hispano-Suiza, Isotta Fraschini, Bentley, ou Rolls-Royce...

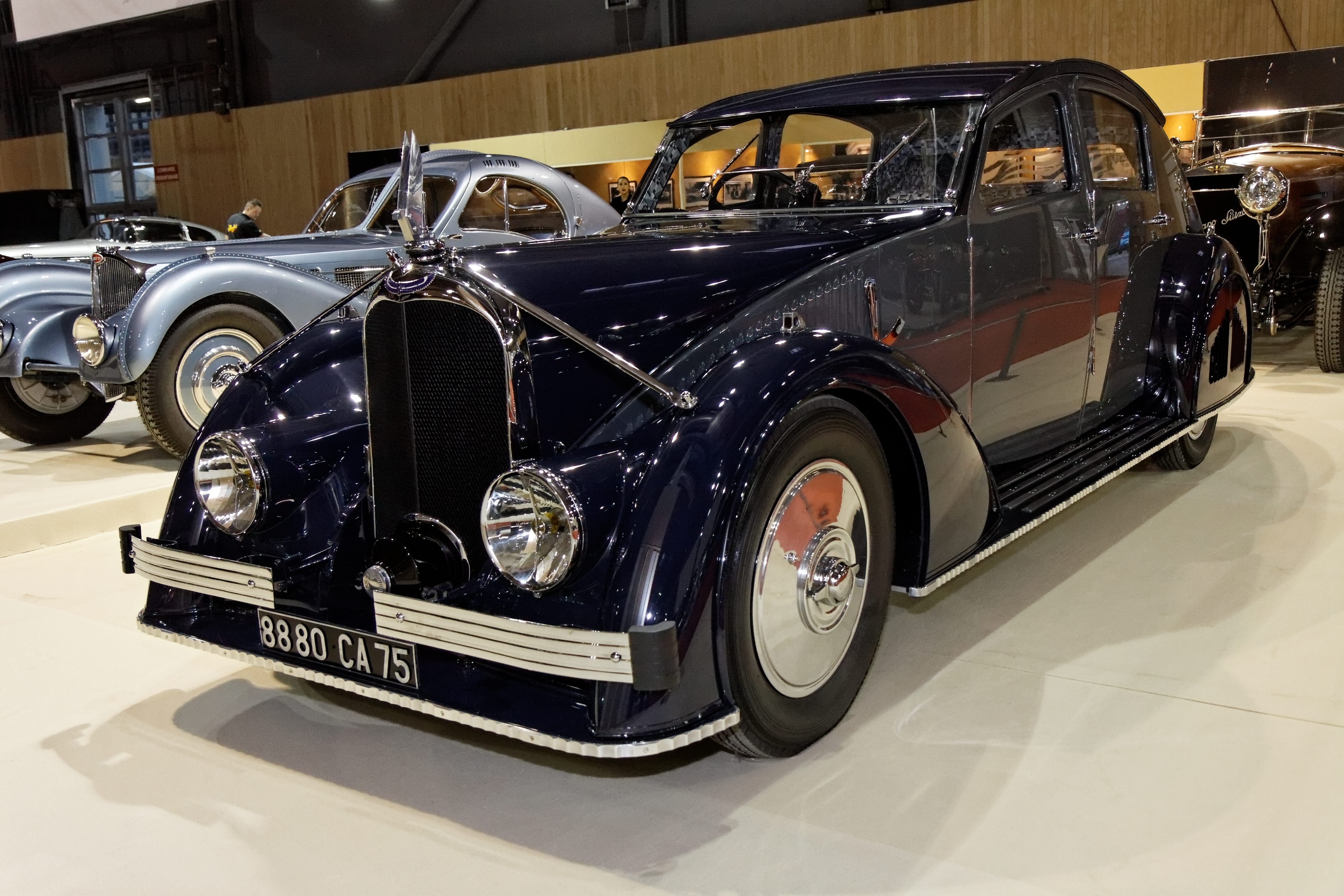
Avions Voisin C25 aérodyne 1934
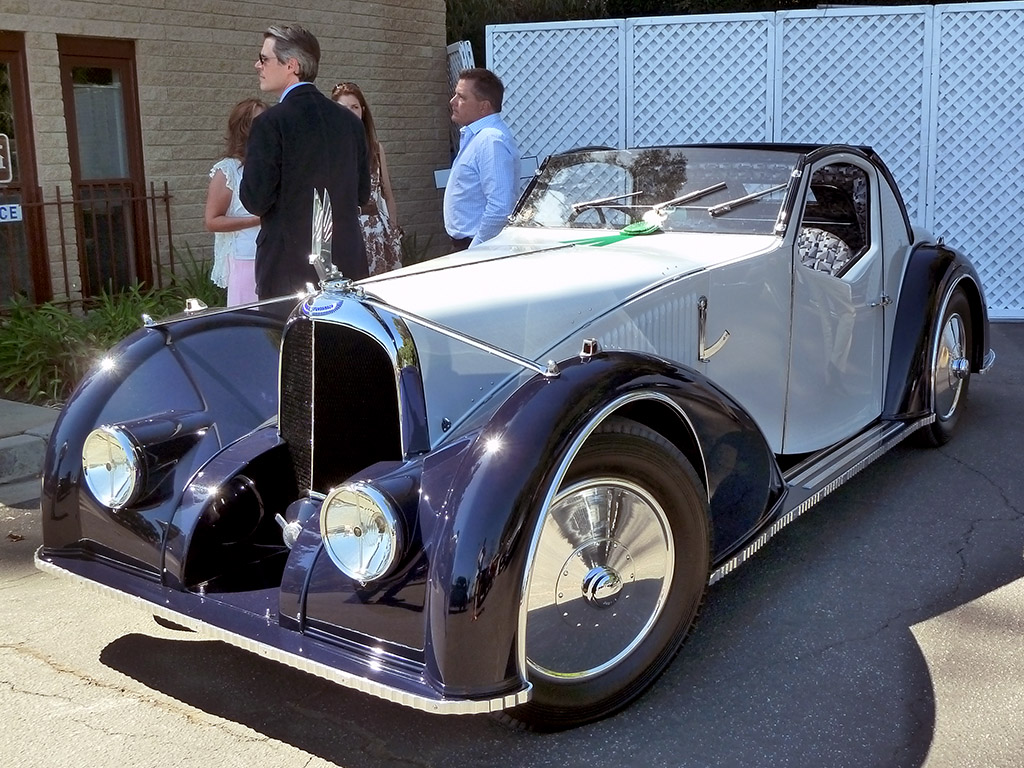
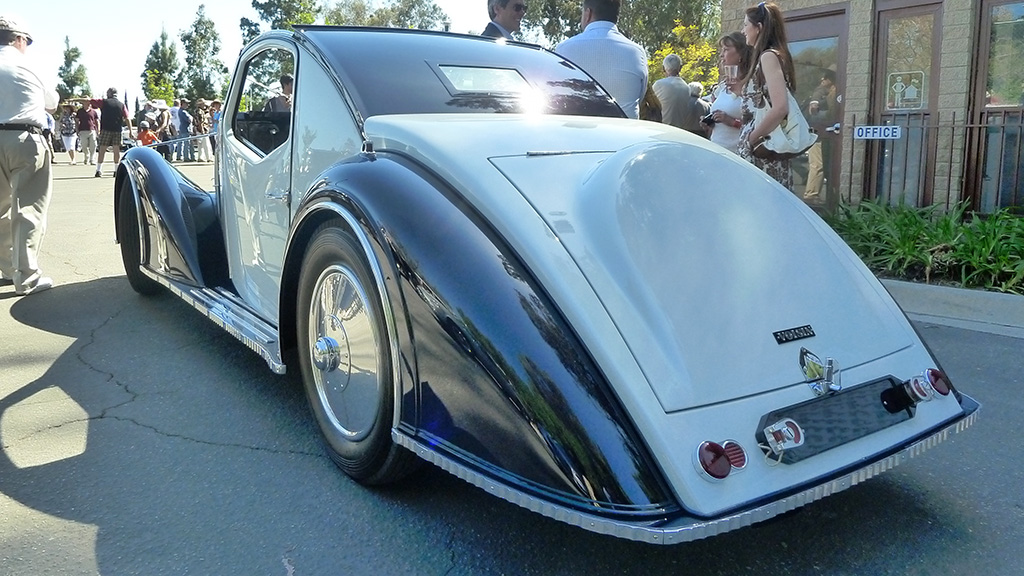

Ce modèle conçu par Gabriel Voisin est une déclinaison des Avions Voisin C25 (vendus à 28 exemplaires entre 1934 et 1937) inspiré du style Art déco en vogue de l'époque, et du modernisme de l'architecte Le Corbusier (dont il finance le projet de plan Voisin de Paris des années 1920).
Elle est motorisée par un moteur d'Avions Voisin C25 : de 6 cylindres en ligne de 3 L (pour une vitesse de pointe de 145 km/h), avec boite électromagnétique, et est munie d'un toit ouvrant coulissant hydraulique rappelant celui des C25 Aérodyne de la marque,.
Ce modèle au coût très élevé, dont il est prévu de vendre une dizaine d’exemplaire, est vendu à 2 exemplaires seulement :
- châssis 52001 : coupé Aérosport
- châssis 52002 : cabriolet Grand Sport Figoni & Falaschi, acheté par le Chah d'Iran Reza Chah.

Les deux modèles sont à ce jour propriété de la prestigieuse collection Peter Mullin en Californie.